# Oligochoerus bakuensis
Oligochoerus bakuensis är en plattmaskart som beskrevs av Beklemischev 1963. Oligochoerus bakuensis ingår i släktet Oligochoerus och familjen Convolutidae. Inga underarter finns listade i Catalogue of Life.